# Перси, Томас (писатель)
Томас Перси (англ. Thomas Percy; 13 апреля 1729[…], Бриджнорт, Шропшир — 30 сентября 1811[…], Дромор, Даун) — английский писатель и журналист, редактор журналов «Тэтлер», «Гардиан», «Спектейтор», епископ Дромора в Ирландии (1782). Был капелланом короля Георга III. Составленный им сборник «Памятники старинной английской поэзии» (Reliques of Ancient English Poetry, 1765) имел огромное значение для возрождения баллады и для романтического движения в целом.

## Биография
Родился в Бриджнорте (Шропшир) в семье фермера и бакалейщика Артура Лоу Пирси (Piercy; став знаменитым, заявил права на родство с известным родом Перси и сменил фамилию). Закончил Оксфордский университет в 1750 году, получил степень магистра в 1753 году.
Похоронен в Дроморском соборе.

## Труды
Его первым литературным трудом был отредактированный перевод Вилкинсона (последнюю часть Перси перевёл сам с португальского) китайского романа Хао цю чжуань (Hau Kiou Choaan, 1761). В 1763 году, следуя оссиановской моде, перевел с исландского «Пять образцов рунической поэзии» (Five Pieces of Runic Poetry), внеся существенную правку. В 1770 году перевел с французского книгу Малле об «Эддах» (как Northern Antiquities). Под влиянием моды на кладбищенскую поэзию и на баллады (сам будучи основоположником последней) сочинил поэму «Уорквортский отшельник» (The Hermit of Warkworth, 1771).